# Rhachidelus brazili
Rhachidelus brazili (Boulenger, 1908), conhecida popularmente como Cobra pássaro brasileiro, é um gênero endêmico da América do Sul, sendo conhecida apenas por dois espécimes da Argentina. Rhachidelus é um exemplo de gênero monotípico, incluindo a única espécie Rhachidelus brazili, e seu epíteto específico brazili é em homenagem a Vital Brasil, um pesquisador herpetólogo brasileiro.

## Características
Pode chegar a medir até 1,32m de comprimento e se distingue por possuir 24 escamas dorsais ao redor da metade do corpo e escamas vertebrais largas, o que caracteriza o animal como um dos mais robustos entre outros Pseudoboini. O dorso apresenta coloração amarronzada escura ou preta, sua cauda corresponde de 18 a 23% do comprimento total, o ventre é dominantemente escuro, e os animais juvenis geralmente possuem uma mancha branca na parte posterior da cabeça. 
São animais carnívoros e se alimentam basicamente de ovos de aves. São animais ovíparos e, devido os Pseudoboínes serem cobras de grande porte, geralmente com potencial reprodutivo baixo e serem predadoras seletivas, sugere-se que sejam animais vulneráveis as modificações dos habitats por ações antrópicas.

## Distribuição
Registros bibliográficos para Rhachidelus brazili incluem sudeste do Paraguai, nordeste da Argentina, e no Brasil há registro nos estados de Mato Grosso do Sul, Minas Gerais, Distrito Federal, São Paulo, Rio Grande do Sul e Goiás.  